# Eudorcas tilonura
Eudorcas tilonura is een zoogdier uit de familie van de holhoornigen (Bovidae). De wetenschappelijke naam van de soort werd voor het eerst geldig gepubliceerd door Theodor von Heuglin in 1863.

## Voorkomen
De soort komt voor in Eritrea, Ethiopië en Soedan.